# Partit Comunista Reunionès
El Partit Comunista Reunionès (PCR) és un partit polític comunista de la regió d'ultramar de l'illa de la Reunió, a l'oceà Índic.
El PCR es va fundar el 1959 quan la federació del Partit Comunista Francès (PCF) a la Reunió es va convertir en un partit independent i va decidir reivindicar l'autonomia al seu manifest fundacional. Paul Vergès va dirigir el partit des de la seva fundació fins al febrer de 1993 quan va dimitir i Élie Hoarau va ser elegit secretari general.
A finals de la dècada del 1990 les relacions entre el PCF i el PCR es van caracteritzar per la seva tensió pel que fa a les diferències en les línies del partit. Això no obstant, les relacions es van restablir completament el 2005, amb motiu de la visita a l'illa de la líder del PCF, Marie-George Buffet. Posteriorment, el PCR es va presentar a la llista del PCF a les eleccions al Parlament Europeu de 2004, i Vergès es va convertir en un dels tres eurodiputats elegits de la llista del PCF a nivell estatal.
El diari oficial del partit és el Témoignages, fundat pel pare de Paul Vergès, el metge Raymond Vergès, l'any 1944. Témoignages té la seu a Le Port.